# Nikos Kainourgios
Nikolaos Kainourgios, detto Nikos (in greco Νίκος Καινούργιος?; Atene, 8 settembre 1998), è un calciatore greco, difensore del P'yownik.

## Carriera
Cresciuto nel settore giovanile del PAS Giannina, dopo un breve passaggio all'Aittitos Spata nel 2018 viene acquistato dallo Sparta; debutta in prima squadra il 27 ottobre in occasione del match di seconda divisione pareggiato 1-1 contro il Chania-Kissamikos.
Al termine della stagione si trasferisce in Belgio fra le file dello Zulte Waregem; con gli Essevee colleziona 18 presenze nell'arco di due anni e realizza due reti, entrambe nell'incontro vinto 5-1 contro il Waasland-Beveren.
Rimasto svincolato, il 27 ottobre 2021 si accorda con i rumeni della Dinamo Bucarest, con cui firma fino al termine della stagione.

## Statistiche
Statistiche aggiornate al 21 dicembre 2021.

### Presenze e reti nei club
| Stagione             | Squadra              | Campionato           | Campionato | Campionato | Coppe nazionali | Coppe nazionali | Coppe nazionali | Coppe continentali | Coppe continentali | Coppe continentali | Altre coppe | Altre coppe | Altre coppe | Totale | Totale |
| Stagione             | Squadra              | Comp                 | Pres       | Reti       | Comp            | Pres            | Reti            | Comp               | Pres               | Reti               | Comp        | Pres        | Reti        | Pres   | Reti   |
| -------------------- | -------------------- | -------------------- | ---------- | ---------- | --------------- | --------------- | --------------- | ------------------ | ------------------ | ------------------ | ----------- | ----------- | ----------- | ------ | ------ |
| 2018-2019            | Sparta               | FL                   | 25         | 4          | CG              | 1               | 0               |                    | -                  | -                  |             | -           | -           | 26     | 4      |
| 2019-2020            | Zulte Waregem        | D1                   | 3          | 0          | CB              | 0               | 0               |                    | -                  | -                  |             | -           | -           | 3      | 0      |
| 2020-2021            | Zulte Waregem        | D1                   | 15         | 2          | CB              | 0               | 0               |                    | -                  | -                  |             | -           | -           | 15     | 2      |
| Totale Zulte Waregem | Totale Zulte Waregem | Totale Zulte Waregem | 18         | 2          |                 | 0               | 0               |                    | -                  | -                  |             | -           | -           | 18     | 2      |
| 2021-2022            | Dinamo Bucarest      | L1                   | 7          | 0          | CR              | 0               | 0               |                    | -                  | -                  |             | -           | -           | 7      | 0      |
| Totale carriera      | Totale carriera      | Totale carriera      | 50         | 6          |                 | 1               | 0               |                    | -                  | -                  |             | -           | -           | 51     | 6      |

## Palmarès

### Club

#### Competizioni nazionali
- Souper Ligka Ellada 2: 1

Athens Kallithea: 2023-2024 (gruppo B)